# Walther Epstein
Walther Leo Epstein (* 11. Mai 1874 in Breslau; † 3. Februar 1918 in Oberstdorf) war ein deutscher Architekt.

## Leben und Wirken
Walther Epstein stammte aus einer vermögenden Breslauer Fabrikantenfamilie. Seine Eltern waren der Fabrikbesitzer Joseph Epstein und dessen Frau Marie Friedenthal. Sein Bruder war der Chemiker Friedrich Epstein.
Nach dem Reifezeugnis von 1894 studierte Epstein Architektur an der TH München, der TH Hannover und der TH Charlottenburg. Schon zu Beginn seines Studiums wurde er 1894 Mitglied der Münchener Burschenschaft Cimbria. 1899 legte er seine Erste Hauptprüfung im Hochbau ab und wurde Regierungsbauführer. 1903 folgte die Zweite Hauptprüfung und er wurde Regierungsbaumeister. Seit Ende 1903 war er verheiratet mit Elsbeth (Else) Luise Kohn (* Nürnberg 22. März 1880, † Auschwitz 31. Dezember 1944).

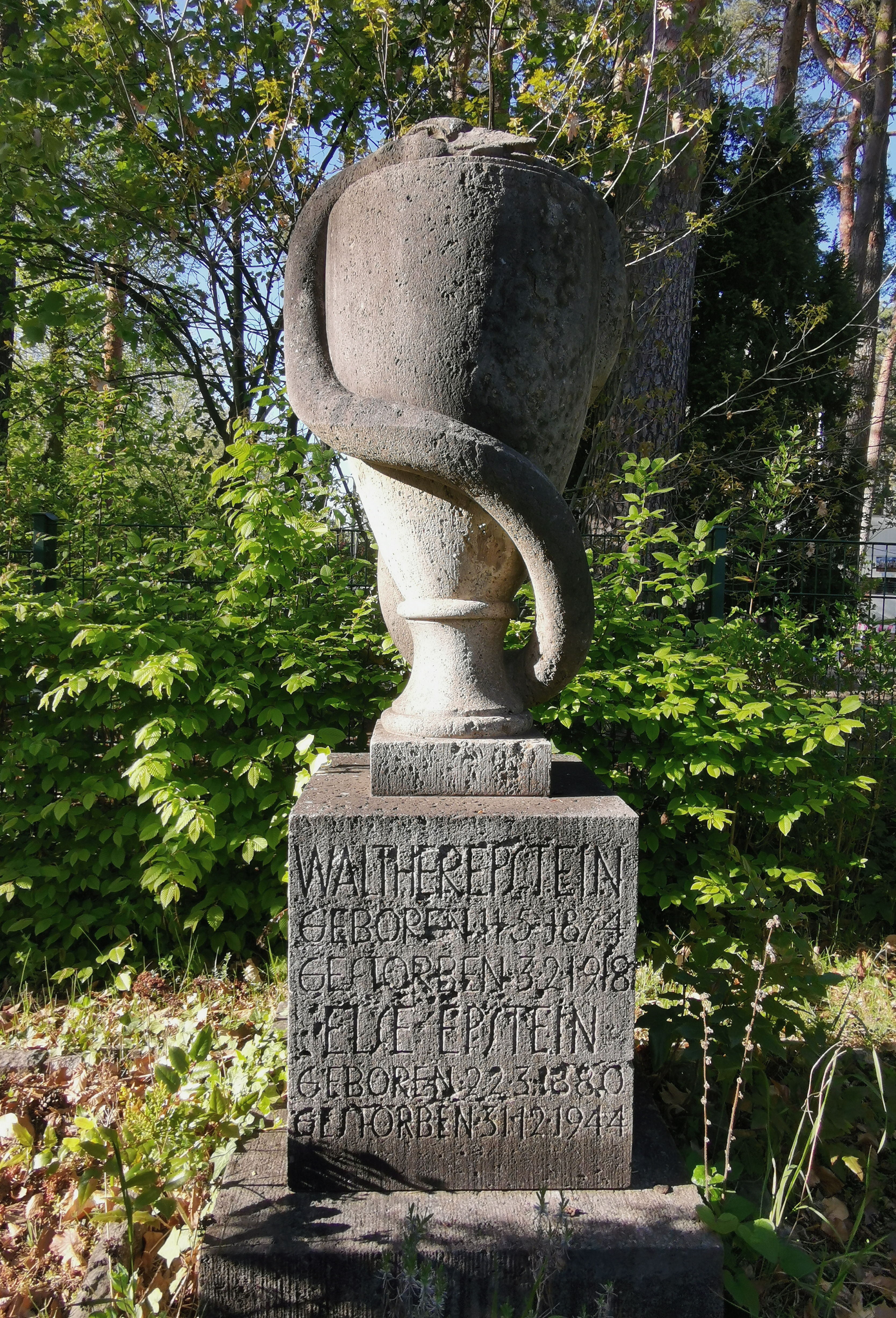
Grab auf dem Kirchhof Nikolassee

1903 bis Ende 1904 war Epstein im Preußischen Kultusministerium tätig, wo er an der Ausarbeitung der Baupläne für die „deutsche Unterrichtsausstattung“ bei der Weltausstellung von 1904 in St. Louis mitwirkte. Die zweite Jahreshälfte 1904 nahm er Urlaub für eine Studienreise durch Nordamerika, Japan, China und Indien.
Anfang 1905 verließ Epstein auf eigenen Wunsch den Staatsdienst und gründete ein privates Architekturbüro. Im Südwesten und Westen von Berlin entstanden nach seinen Entwürfen mehrere repräsentative Villen und Landhäuser. 1914 nahm er an der Großen Berliner Jubiläumsausstellung teil.
Walther Epstein starb 1918 bei einem Sanatoriumsaufenthalt in Oberstdorf. Sein Grab mit einer großen Urnenskulptur des Bildhauers Richard Scheibe befindet sich auf dem Evangelischen Kirchhof Nikolassee und ist heute denkmalgeschützt.

## Bauten (Auswahl)

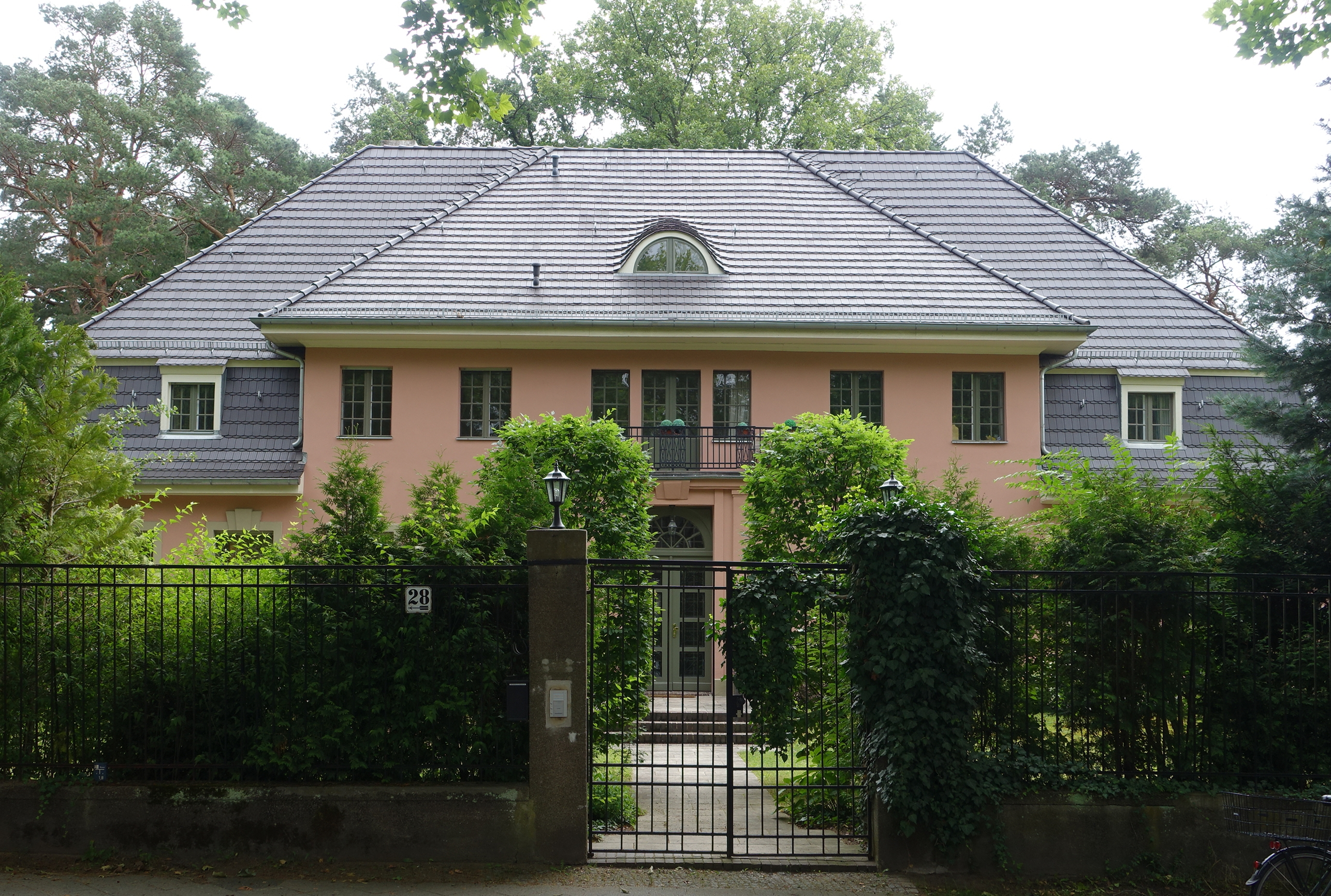
Landhaus Julius Meier-Graefe (Aufnahme 2011)

- 1908: Landhaus Friedrich Epstein, Grunewaldallee 20 (seit 1934: Argentinische Allee 20) in Berlin-Zehlendorf[7][8][9][10]
- 1910/11: Wohnhaus Forststraße 55 in Berlin-Zehlendorf[11]
- 1912: Landhaus Julius Meier-Graefe, Kirchweg 28/Im Mittelbusch 35 in Berlin-Nikolassee[12][13]
- 1913/14: Landhaus Wilhelm Fischbach, Klopstockstraße 36–42/Rötheweg in Berlin-Zehlendorf[14][15][16]
- 1914: Landhaus Leo von König, Seestraße, Berlin-Schlachtensee[17]
- 1914: Landhaus für Johanna Lilienfeld in Bergholz-Rehbrücke[18][15][19]

## Architektur, Kunst am Bau, Nachlass
Walther Epstein äußerte sich selbst 1916 in der Zeitschrift Dekorative Kunst zur städtebaulichen und baukünstlerischen Auffassung seiner Villenbauten so: „Ein freistehendes Landhaus ist keine Fläche, auf die nach schlechter städtischer Gewohnheit eine Fassade geklebt wird, sondern ein plastisches, nach allen Seiten tastbares, kubisches Kunstwerk, dessen Seiten- und Rückansichten nicht dem Spiele des Zufalls überlassen sein dürfen. (...) Bei den Häusern Julius Meier-Gräfe in Nikolassee und Kocherthaler in Dahlem gaben die Größe des Platzes, ziemlich bedeutende Raumbedürfnisse im Verhältnis hierzu, und die Lage an der Straße die Richtlinien. Das Landhaus in Zehlendorf-West, das auf einem Eckplatz steht, wurde in die Diagonale gerückt. Zwei Pappelalleen betonen die Zugangswege und bilden zugleich den architektonischen Rahmen für den rosenumsäumten Rasenplatz und den Brunnen, der Garten und Haus verbindet. Zum Hause Waltz stand ein langer schmaler, im Walde gelegener Platz zur Verfügung. Das Vorlegen der Garage, deren Einfahrt das Haus im Rahmen erscheinen läßt, wurde das handtuchartige Gelände in Vorgarten, Ziergarten und Park geteilt. Haus Fischbach mit den durch Pfeilergänge verbundenen Nebengebäuden wuerde nicht parallel zur Straße gestellt, sondern hat seine Front zu einem Nebenweg. So konnte mit Rücksicht auf den schönen Baumbestand aus dem flachen Grundstück ein schöner Hausgarten geschaffen werden. Am günstigsten lagen die Bedingungen beim Landhause Rehbrücke, das auch auf der Diagonale des großen Parkgrundstückes angeordnet wurde. Als Material wurde in der gewachsenen Stein entbehrenden Mark Putz und Backstein verwendet, letzterer immer in flächiger Wirkung, beim Hause Waltz Rathenower Stein, beim Haus in Zehlendorf-West Oldenburger Klinker, in Rehbrücke flache holländische Ziegel.“
Der bildhauerische Schmuck aus Terrakotta stammte bei allen genannten Bauten von dem Bildhauer Georg Kolbe. Kolbe schuf auch Bronzebüsten und eine Medaille von Walther Epstein, dessen Frau Else sowie der Tochter Annemarie (1905–1994).
Johannes von Bodungen urteilte 2006 rückblickend zum architektonischen Werk so: „Die meisten seiner qualitätvollen Bauten wurden in zeitgenössischen Architekturzeitschriften veröffentlicht; lange Krankheitsperoden und sein früher Tod verhinderten jedoch ein umfangreicheres Oeuvre, was dazu führte, dass Walther Epstein  heutzutage weitgehend in Vergessenheit geraten ist. Ebenso ist bisher kein wissenschaftlicher Niederschlag zu verzeichnen. Bei den Bauherren handelte es sich um Persönlichkeiten aus dem industriellen, intellektuellen  und künstlerischen Bereich, die zu Epsteins direktem Umfeld gehörten. Seine Bauherren waren u. a. der Kunsthistoriker Julius Meier-Graefe, der Künstler Leo von König und der Direktor Bruno Theusner. Den damals noch unbekannten Bildhauer Georg Kolbe beauftragte Epstein, seine Landhäuser mit Bauschmuck, vereinzelt auch mit Brunnenskulpturen auszustatten. (...) Neben der interessanten sozialgeschichtlichen Komponente ist auch die architektonische Qualität der Bauten Epsteins hervorzuheben. Geradezu als Musterbeispiel für ein großes, romantisch geprägtes Landhaus kann das eigene Wohnhaus („Landhaus Epstein“ 1907/08) gelten. Die vorliegenden Außenaufnahmen und die bemerkenswerte fotografische Dokumentation des zeitgemäßen Interieurs und der Innen- sowie Außenraumabwicklung zeigen ein solches frühromantisch klassizistisches Berliner Landhaus, das den Prinzipien des englischen Landhauses folgt. Epsteins Werk verfügt über eine ungeheure Spannbreite, die bis hin zu streng symmetrisch aufgebauten Landhäusern im preußischen Herrenhausstil reicht.“
Ein Teilnachlass von Walther Epstein befindet sich im Südwestdeutschen Archiv für Architektur und Ingenieurbau in Karlsruhe.